# ناحیه ایجوو
ناحیه ایجوو (به لاتین: Ijuw District) یک منطقهٔ مسکونی در نائورو است که در نائورو واقع شده‌است. ناحیه ایجوو ۱٫۱ کیلومتر مربع مساحت و ۱۷۸ نفر جمعیت دارد و ۲۰ متر بالاتر از سطح دریا واقع شده‌است.